# أرنولد ماير
أرنولد ماير (الألمانية السويسرية الموحدة: Arnold Meyer، و. 1877 – 1959 م) هو مهندس معماري، وسياسي، من سويسرا، توفي عن عمر يناهز 82 عاماً.

## مناصب
تولى منصب عضو المجلس الوطني السويسري.